# Sepp Rothauer
Josef „Sepp“ Rothauer (* 15. März 1916 in Bad Ischl; † 12. Juni 1975 ebenda) war ein österreichischer Architekt und Filmarchitekt.

## Leben und Wirken
Rothauer studierte in Wien Architektur und arbeitete zunächst als Architekt. Noch vor Kriegsende begann seine Tätigkeit für den Film. Er kooperierte in den 1950er und 1960er Jahren vorwiegend mit dem österreichischen Regisseur Franz Antel. Nach und nach zog er sich um 1970 von der Filmwelt zurück und konzentrierte sich auf seinen Beruf als Architekt. Als solcher übernahm er vor allem Bauaufträge für Privatvillen. Sein Sohn Sepp Rothauer junior ist Architekt und ehemaliger Jazzmusiker.

## Filmografie
- 1944/49: Wie ein Dieb in der Nacht
- 1947: Die Glücksmühle
- 1947: Seine einzige Liebe
- 1947: Die vertauschten Ehemänner (Wer küßt wen?)
- 1948: Der Leberfleck
- 1949: Kleiner Schwindel am Wolfgangsee
- 1951: Eva erbt das Paradies
- 1953: Ein tolles Früchtchen
- 1953: Hab’ Sonne im Herzen
- 1953: Geh mach Dein Fensterl auf
- 1953: Kaiserwalzer
- 1954: Die süßesten Früchte
- 1954: Verliebte Leute
- 1955: Das Lied von Kaprun
- 1955: Heimatland
- 1956: Symphonie in Gold
- 1956: Holiday am Wörthersee
- 1956: Roter Mohn
- 1956: Liebe, Schnee und Sonnenschein
- 1957: Vier Mädels aus der Wachau
- 1957: Heimweh … dort, wo die Blumen blühn
- 1958: Liebe, Mädchen und Soldaten
- 1959: Der Schatz vom Toplitzsee
- 1960: Im weißen Rößl
- 1961: Im schwarzen Rößl
- 1962: Tanze mit mir in den Morgen
- 1962: Drei Liebesbriefe aus Tirol
- 1964: Die lustigen Weiber von Tirol
- 1967: Heubodengeflüster
- 1967: Mittsommernacht
- 1968: Paradies der flotten Sünder
- 1971: Verliebte Ferien in Tirol